# Куртезон
Куртезон (фр. Courthézon) насеље је и општина у Француској у региону Прованса-Алпи-Азурна обала, у департману Воклиз која припада префектури Авињон.
По подацима из 2011. године у општини је живело 5418 становника, а густина насељености је износила 165,28 становника/km². Општина се простире на површини од 32,78 km². Налази се на средњој надморској висини од 31 метар (максималној 126 m, а минималној 27 m).

## Демографија
| 1962. | 1968. | 1975. | 1982. | 1990. | 1999. | 2011. |
| ----- | ----- | ----- | ----- | ----- | ----- | ----- |
| 3.575 | 3.947 | 4.337 | 4.498 | 5.166 | 5.364 | 5.418 |

График промене броја становника у току последњих година